# 2073
2073 هي سنة قادمة في التقويم الميلادي ستكون سنة بسيطة تبدأ يوم الأربعاء وهي السنة 73 من الألفية الميلادية الثالثة وسنة من سنوات القرن الحادي والعشرين